# Campeonato Nacional de Rodeo de 1966
El Campeonato Nacional de Rodeo de 1966 fue la versión número 18 de esta tradicional competencia, que es la máxima cita del rodeo chileno,deporte nacional de Chile. Se realizó por primera vez en la ciudad de Valdivia, cuyos habitantes gozaron con la gran calidad de los competidores.
EL campeonato fue ganado por los jinetes Abelino Mora y Miguel Lamoliatte en "Aceitaíta" y "Flecha" con 24 puntos. Un sobresaliente desempeño tuvo Santiago Urrutia y Samuel Parot, quienes en distintas colleras, obtuvieron el segundo, tercero y cuarto lugar.

## Desarrollo del campeonato
La organización de este evento resultó todo un éxito, el gran artífice y responsable de este Campeonato Nacional de Chile fue Agustín Acuña, quien era el presidente de la Asociación Valdivia y fue responsable también de la difusión a través de la prensa de este campeonato para todo Chile. Este campeonato se disputó en el Recinto Saval y la mayor sorpresa fue la temprana eliminación de los hermanos Hott, quienes eran locales y favoritos del público, pero reciben un novillo que se niega decididamente a caminar y quedan eliminados en el tercer animal (penúltima etapa del campeonato). 
El Champion, o serie de campeones, fue disputado por 33 colleras (parejas de jinetes), y fue ganado por Abelino Mora y Miguel Lamoliatte, quienes representaban a la Asociación Cautín. El secretario del rodeo fue Jorge Martínez y Alberto Álvarez fue el capataz, quien es el responsable del interior de la medialuna. La serie Campeones destacó por el duelo personal entre Santiago Urrutia y Abelino Mora, quienes se desafiaron al obtener el título, Abelino Mora le dijo que preparara su mejor de las tres colleras, que él iba a correr con la yegua "Aceitaíta" que estaba lesionada de una pata y que aun así se quedaría con el título. Finalmente así fue y Abelino Mora se quedaba con su tercer título nacional chileno. Los campeones esta vez como premio obtuvieron un viaje a Europa, donde pudieron acompañar a la selección chilena en la Copa Mundial de Fútbol de 1966.
En el movimiento de la rienda el experimentado Raúl Rey y "Ganchito" se coronaron campeones por tercera vez consecutiva.

## Resultados

### Serie de campeones
| Campeonato Nacional de Rodeo de 1966 | Campeonato Nacional de Rodeo de 1966 | Campeonato Nacional de Rodeo de 1966 | Campeonato Nacional de Rodeo de 1966 | Campeonato Nacional de Rodeo de 1966 |
| ------------------------------------ | ------------------------------------ | ------------------------------------ | ------------------------------------ | ------------------------------------ |
| Lugar                                | Jinetes                              | Caballos                             | Asociación                           | Puntaje                              |
| 1.º                                  | Abelino Mora y Miguel Lamoliatte     | "Aceitaíta" y "Flecha"               | Temuco                               | 24                                   |
| 2.º                                  | Santiago Urrutia y Samuel Parot      | "Candileja" y "Perniciosa"           | Parral                               | 23                                   |
| 3.º                                  | Santiago Urrutia y Samuel Parot      | "Huachipato" y "Campanario"          | Parral                               | 23                                   |
| 4.º                                  | Santiago Urrutia y Samuel Parot      | "Huingán" y "Naranjerita"            | Parral                               | 19                                   |
| 5.º                                  | René Urzúa y Alberto Álvarez         | "Huimay" y "Maulero"                 | Chimbarongo                          | 18                                   |
| 6.º                                  | Hernán Cardemil y Rául Cáceres       | "Barquillo" y "Duraznillo"           | Curicó                               | 15                                   |

## Cuadro de honor temporada 1965-1966

### Jinetes
- 1.º Santiago Urrutia[6]
- 2.º Abelino Mora
- 3.º José Manuel Aguirre
- 4.º Ruperto Valderrama
- 5.º Ramón Cardemil
- 6.º Ricardo Martínez
- 7.º Miguel Lamoliatte
- 8.º Guillermo Aguirre
- 9.º Ramón Álvarez
- 10.º Sergio Bustamante

### Yeguas
- 1.º Percala
- 2.º Aceitata
- 3.º Pelotera
- 4.º Candileja (Urrutia)
- 5.º Frivolidad
- 6.º Haciendo Sed
- 7.º Candileja (González)
- 8.º Naranjerita
- 9.º Chaqueta
- 10.º Yauca, Perniciosa y Tentada

### Potros
- 1.º Abalorio
- 2.º Jornalero
- 3.º Maulero
- 4.º Huinca
- 5.º Huachipato
- 6.º Ñipán
- 7.º Inocente
- 8.º Polvareda
- 9.º Farolito
- 10.º Pajal